# Ernst Polak
Ernst Polak (bis 1938: Pollak; * 4. August 1886 in Gitschin, Österreich-Ungarn; † 21. September 1947 in London) war ein österreichischer Bankbeamter, Literaturkritiker und Literaturagent.

## Familie
Ernst Polak war der Sohn Emmanuel Pollaks († 1921), eines zweisprachigen jüdischen Kaufmanns für Edelsteine und dessen deutscher Ehefrau Regina Schwenk (geb. 1858, gest. 1943 im KZ Theresienstadt). Polak sprach mit seiner Mutter deutsch und mit seinem Vater tschechisch. Seine Eltern hatten des Weiteren drei Töchter, nämlich Elisa, Frederike und Grete. Der Großvater väterlicherseits arbeitete als Lehrer in Hermannstädel. 1897 übersiedelte die Familie aus politischen und wirtschaftlichen Gründen von Jitschin nach Prag.

## Leben

### Prag 1897–1918
In Jitschin hatte Ernst Polak vier Jahre lang die deutsche Volksschule sowie die erste Klasse des Gymnasiums besucht. In Prag wurde Polak ein Schüler des k.u.k. Staats-Obergymnasiums in der Neustädter Stephansgasse. Im Anschluss an das Untergymnasium ging Polak bis zum Jahr 1903 zur deutschen Handelsschule, die er mit dem Abitur beendete. Danach arbeitete er in der Glasfabrik seines Onkels. Am 8. Januar 1906 trat Polak als Fremdsprachenkorrespondent für die Prager Filiale der Österreichischen Länderbank ein.
Stammgast war Ernst Polak im Café Arco in der Altstadt (Ecke Plaster-/Hybernergasse), wo er mit Autoren über deren entstehenden Werke diskutierte: Um den Kritiker Willy Haas hatte sich ein literarischer Kreis gebildet, dem auch Paul Kornfeld, Max Brod, Franz Werfel und die Brüder Franz und Hans Janowitz angehörten. Seit 1908 besuchte Franz Kafka das Café Arco, wenngleich nicht regelmäßig. Auch der damals schon bekannte Paul Claudel zählte zu den Gästen des Cafés, wogegen Polak auf den noch unbekannten André Gide und dessen Nouvelle Revue Française setzte. In der Zeit von 1911 bis 1912 veröffentlichte Polak in den Herder-Blättern, die Willy Haas herausgab. Über die Kontakte von Haas konnte Polak schon 1913 zu den Festspielen nach Hellerau reisen.
Das Kennenlernen von Ernst Polak und Milena Jesenská beschreibt Hartmut Binder: „Als Polak im Sommer 1916 Max Brod bei der Zusammenstellung einer tschechischen Gedichtauswahl behilflich war, die Franz Pfemfert für eine Publikation der Aktion in Auftrag gegeben hatte, gesellte sich Milena dazu, und es kam zu einer Liaison. Da Milena kein Deutsch konnte, sprach man tschechisch miteinander …“
Zu dieser Zeit wohnte Polak in der Gottwaldstraße 2, also an der Rückseite des Nationaltheaters. In der Wohnung trafen sie sich, und im März 1918 heirateten Polak und Jesenská. Das Ehepaar musste nach Wien ziehen, um eine Bedingung des Vaters der Braut zu erfüllen.

### Wien 1918–1938
Ehe und Scheidung
Von März bis Mitte Mai 1918 wohnten Ernst Polak und Milena Jesenská-Polak – wie sie sich nach ihrer Heirat nannte – zunächst in einem möblierten Zimmer, Nußdorfer Straße 14. Zum 16. Mai 1918 bezogen sie eine Wohnung in der Lerchenfelder Straße 113 im Wiener Gemeindebezirk Neubau. Seit dem 21. März 1918 arbeitete Polak als Devisenhändler bei der Länderbank und verkehrte im Wiener Café Herrenhof.
Während der Wiener Zeit gehörten Milan Dubrović, Hermann Broch und Franz Werfel zu seinen besten Freunden.
Weil Polak seine Abende im Kaffeehaus verbrachte, war seine Ehefrau oft allein. Sie begann für Tageszeitungen zu schreiben, so für die nationaldemokratische Národni listy und für die 1919 gegründete liberale Tribuna. Außerdem gab sie Tschechisch-Unterricht und übersetzte Texte vom Deutschen ins Tschechische. Sie hatte auch Franz Kafka gebeten, den sie seit Ende 1919 aus einem Kaffeehausbesuch in Prag flüchtig kannte, einige seiner Texte ins Tschechische übersetzen zu dürfen. Den ersten Brief schrieb Kafka dann im April 1920 aus Meran-Untermais an Milena, und einen Monat später erinnerte er sich an Ernst Polak:

„Er schien mir in dem Kaffeehauskreis der verläßlichste, verständigste, ruhigste, fast übertrieben väterlich, allerdings auch undurchsichtig, aber nicht so, daß das Vorige dadurch aufgehoben worden wäre. Respekt hatte ich immer vor ihm, zur weiteren Kenntnis hatte ich weder Gelegenheit noch Fähigkeit, aber Freunde, besonders Max Brod hatten eine hohe Meinung von ihm, …“

Die Ehe befand sich zur Zeit des Briefwechsels, der im Frühjahr 1920 begann und im Dezember 1923 endete, schon in einer Krise. Sie wurde einerseits durch Polaks Beziehung zu Mia Weiss, geb. Hasterlik, ausgelöst: Seine Geliebte, verheiratet mit dem Bankbeamten Ernst Weiss, war eine Schwägerin aus Heimito von Doderers erster Ehe mit Gusti Hasterlik. Andererseits trug zum Scheitern der Ehe die Beziehung zwischen Milena Jesenská und dem Grafen Franz Xaver Schaffgotsch bei. Beide zogen 1925 nach Prag. Nach der Scheidung im Jahr 1924 blieb Polak bis 1935 in der Wohnung in der Lerchenfelder Straße. In seinen letzten Wiener Jahren lebte er mit der ungarischen Klavierlehrerin Ilona Voorm zusammen. Sie hatte an Konservatorien in Warschau und Moskau studiert; nach ihrer Emigration in die USA war sie eine Kollegin des Komponisten Béla Bartók.
Studium
1925 ließ Polak sich als Prokurist der Länderbank pensionieren, holte 1928 in Mödling seine Matura nach und begann im selben Jahr ein Universitätsstudium. Während seines fünfjährigen Studiums an der Universität Wien hörte er vor allem:
- Geschichtsphilosophie
- Sozialphilosophie der Gegenwart
- Philosophiegeschichte (Altertum, Mittelalter, Kant und Hegel)
- Philosophie der Mathematik (Grundlagen) und
- Germanistik als Nebenfach.

Seine Dozenten waren insbesondere Moritz Schlick, Rudolf Carnap, Karl Bühler und Heinrich Gomperz. Schlicks Assistent Friedrich Waismann war eine zentrale Gestalt für Polak, wodurch er auch Kontakt zum Wiener Kreis bekommen hatte. Im Juni 1932 wurde Polak bei Moritz Schlick mit der Dissertation Kritik der Phänomenologie durch die Logik zum Dr. phil. promoviert. In seiner Auseinandersetzung mit Edmund Husserl schreibt Polak der Phänomenologie ein Selbstmissverständnis zu, das durch den Auseinanderfall von Sinn und Terminologie hervorgebracht werde. Die Ausdrucksweise der Phänomenologie sollte geklärt und berichtigt werden, was von einer nominalistischen Position aus zu geschehen habe. Zwar ergebe sich, dass der Sinn der Phänomenologie die Logik sei, doch ihre Ergebnisse seien Tautologien und ihre Erkenntnisse nicht wirkliche Aussagen, sondern nur Erläuterungen. In seiner Argumentation hat sich Polak auf Ludwig Wittgenstein bezogen. Hilde Spiel kommentiert in ihren Erinnerungen, Ernst Polak habe dem Edmund Husserl „mit Hilfe der Logik am Zeug geflickt“.
Auf den für Polaks Studium und Promotion maßgeblichen Moritz Schlick hatte ihn Jolande Jacobi hingewiesen. Aus dem Londoner Exil schrieb Polak im Juli 1939 an Jolande Jacobi:

„Es war eine merkwürdige Schicksalsfügung, daß Sie mich gerade an einem Kreuzweg auf Schlick aufmerksam gemacht haben. Die Schule, die ich da genossen habe, ist für mich ungeheuer wertvoll geworden. Ich bin dem Schicksal wirklich dankbar, daß mir das ermöglicht wurde.“

### Prag 1938
Nach dem „Anschluss“ Österreichs musste Polak im April 1938 nach Prag fliehen; die Grenzen zur Tschechoslowakei waren seit Samstag, 12. März 1938, dem Tag des Einmarsches, geschlossen. Polak gab Philosophiestunden, arbeitete für die Verleger Bohumil Janda und Paul Kittel und half Friedrich Burschell beim Jahrbuch der Thomas-Mann-Gesellschaft. Nach dem Münchner Abkommen vom 28. September 1938 wurde die Lage bedrohlich, und sein Freund Rudolf Thomas († 1938 durch Suizid) riet Polak zur Emigration. Durch die Hilfe seiner ehemaligen Frau Milena Jesenská erhielt er den vertraglichen Status eines England-Korrespondenten für die Zeitung Přítomnost. Am 25. November 1938 konnte Polak auf dem Flughafen London-Croydon in England einreisen.

### England 1938–1947
Für seine Einreise lag eine Einladung des Londoner P.E.N.-Clubs vor, und Polak erlangte eine Aufenthaltsgenehmigung von vier Wochen. Infolge der Besetzung des Sudetenlandes und der Annexion Tschechiens wurde Polak dann als Flüchtling anerkannt. In London, wo er im Stadtteil Kensington wohnte, übernahm Polak Tätigkeiten als Lektor und Literaturagent. Hier traf er u. a. auch Hilde Spiel, die Polak bereits aus der Zeit im Café Herrenhof kannte, wo sie am Tisch „des so klugen wie witzigen Pragers […] zugelassen“ war. „In London war er ohne das Café Herrenhof verwaist“, war aber „als einstiger Freund Kafkas […] fast selbst eine Kultfigur.“
Bei einem Angriff der deutschen Luftwaffe (The Blitz) auf London verlor Polak im September 1940 seine Wohnung in Kensington. Im Anschluss an einen Zwischenaufenthalt in Schottland zog er im Frühjahr 1941 nach Oxford, Banbury Road 100, und nahm wieder Kontakt zu Friedrich Waismann auf, der ebenfalls 1938 nach England emigriert war und an der Oxford-Universität Philosophie lehrte. Bei Waismann setzte Polak seine philosophischen Studien fort – und er lernte 1942 in Oxford Delphine Reynolds (* 1907, wiederverheiratete Delphine Trinick) kennen, die vor dem Zweiten Weltkrieg eine bekannte Reiterin und Pilotin war. Sie heirateten im Januar 1944.
Sein Grab liegt auf dem Willesden Jewish Cemetery in London-Willesden.

## Tätigkeiten
Hartmut Binder nennt Polak zwar „einen Literaten ohne Werk“, hebt aber dann hervor „… seine Rolle als Freund, Berater und literarischer Agent österreichischer Schriftsteller und belletristischer Verlage, seine Bedeutung als Integrationsfigur der wichtigsten Kaffeehauszirkel in Prag und Wien.“